# 히라오카 나오키
히라오카 나오키(일본어: 平岡 直起, 1973년 5월 24일 ~ )는 일본의 전 축구 선수이다.

## 구단 경력
과거 감바 오사카, 나고야 그램퍼스 에이트, 시미즈 에스펄스, FC 기후에서 활동하였다.